# Berlian Hutauruk
Berlian Hutauruk (nacida el 11 de octubre de 1957), es una cantante indonesia, conocida como la voz de soprano de su país de origen, es muy popular con su álbum, Eros Djarot: Badai Pasti Berlalu: La tormenta debe haber pasado en 1977.
Anteriormente fue finalista DKI en el Pop Festival de 1975, a un nivel por debajo de Segers Margie que se convirtió en la primera campeona y  un nivel por encima de Melky Hidalgo que se convirtió en la tercera campeona. A nivel nacional, en el Nacional Pop Festival de 1975, se cayó al número cuatro, en virtud de Melky Hidalgo (primer premio), Margie Segers (terminó segundo) y Eddy Silitonga (campeon de tercera), pero la clasificación en la parte superior Endang Koes Hetty (ocupaba el quinto lugar).
Su actividad actualmente, es mejor conocido como alias artista gospel con más frecuencia para cantar en un entorno de las congregaciones cristianas. Ella nunca hizo también un álbum de estilo espiritual.

## Discografía

### Balada Nyanyian Cinta (1979)
- Nyanyian Cinta (Idris Sardi)
- Hilang (Idris Sardi)
- Musim Bercinta (Idris Sardi)
- Tamasya (Idris Sardi)
- Putih Kelabu (Idris Sardi)
- Mimpi Buruk (Idris Sardi)
- Karmila (Idris Sardi)
- Kemuning (Idris Sardi)
- Sing Sing So
- Kurenung (Idris Sardi)
- Cinta Pertama (Idris Sardi)

### Runtuhnya Keangkuhan (1980)
Album solonya ini diaransemen dan diiringi oleh Ian Antono (dkk.)
- Runtuhnya Keangkuhan (Tarida P. Hutauruk). Diterbitkan SKY RECORD.
- Istana Cinta (Titiek Hamzah)
- Selamat Tinggal (Rinto Harahap)
- Perhatian (Titiek Hamzah)
- Kejujuran Padamu (Tarida P. Hutauruk)
- Engkau Biarkan (Hanny Tuheteru)
- Jelita (Titiek Hamzah)
- Jemu (Tarida P. Hutauruk)
- Mengapa Harus Terjadi (Hanny Tuheteru)
- Kuduslah (Tarida P. Hutauruk)

### Halo... (1980)
Album Solonya diaransemen dan diiringi oleh A. Riyanto. Diterbitkan MUSICA.
- Halo-Halo (A. Riyanto)
- Hujan Gerimis (A. Riyanto)
- Hampir Padam (A. Riyanto)
- Cinta Pertama (Tarida P. Hutauruk)
- Cuma di Bibirmu (M.N. Chani)
- Kepedihan (Hary van Hove)
- Duka (Tarida P. Hutauruk)
- Tak Luput dari Dosa (Is Haryanto)
- Pertemuan Terakhir (Joubliq)
- Kudambakan (B. Hariadi)
- Hati Tersentuh (B. Hariadi)
- Mama-Papa (A. Riyanto)

### Dirimu Satu II dan Yang Tua Yang Muda (1983)
Album solo dangdutnya ini diiringi Orkes Melayu Tralala pimpinan Chairul D'Lloyd
- Yang Tua Yang Muda (Chairul)
- Kau Ciptakan Cinta (Ferry P.)
- Dirimu Satu II (Tarida P. Hutauruk)
- Lantaran Dirimu (Chairul)
- Undangan (Hanif Radin)
- Dua Muda (Titiek Hamzah)
- Dirimu Satu I (Tarida P. Hutauruk)
- Jurang Tradisi (Harry van Hove)
- Aduh Bu (Titiek Hamzah)
- Dengar Tuhan (Tarida P. Hutauruk)

### Billy (1983)
Album solonya ini diiringi oleh Januar Ishak
- Billy (Titiek Hamzah)
- Partisipasi (Bambang SK)
- Desember Kelabu (A. Riyanto)
- Datanglah Kau (Tarida Panjaitan-Hutauruk)
- Siapa Bilang (Rinto Harahap)
- Kau dan Aku (Rinto Harahap)
- Teman Lama (Dian S.)
- Di sana Rindu Tercipta (Pance Pondaag)
- Dukanya (Januar Ishak dan Anita M.Ch. Rachman)
- Cinta Seputih Salju (Harry Toos)

### Sisa Sisa Kemesraan(1986)
Album solonya ini kemungkinan diiringi Ian Antono dkk. Diterbitkan BILLBOARD.
- Jangan Biarkan Dia Sendiri (Fritz Aritonang)
- Terjerat Mimpi (Rudy Gagola)
- Sisa Sisa Kemesraan (Jonathan Purba)
- Terpikat (Karena Dia) (Daeng Jamal Purba)
- Serba Salah (Ian Antono)
- Kubongkar Teraliku (Dodo Zakaria)
- Balada Panggung Sandiwara (Ully Sigar Rusady)
- Nama (Bram Moeses)
- Gelora Jiwa (Arthur Kaunang)
- Kehidupan (Yockie Suryoprayogo)

### Badai Pasti Berlalu (1977)
Bersama Chrisye, iringan Yockie Suryoprayogo dkk. Diterbitkan IRAMA MAS.
- Pelangi - Chrisye
- Merpati Putih - Chrisye
- Matahari -Berlian Hutauruk
- Serasa - Chrisye
- Khayalku - Berlian Hutauruk dan Chrisye
- Baju Pengantin - Chrisye
- Semusim -Berlian Hutauruk
- Angin Malam - Chrisye
- Merepih Alam - Chrisye
- Cintaku - Chrisye
- Badai Pasti Berlalu - Berlian Hutauruk

### Yesusku Juruselamatku (2002)
Album solo rohani Berlian Hutauruk ini digarap dengan penata musik Yongki D. Ramlan, Johanes Purba, dan Utje F. Tekol. Diterbitkan SOLI DEO.
- Bapa (Laura Wattimena)
- Yesusku Juruselamatku (Bonar "Gorga" Gultom)
- Arbab (Bonar "Gorga" Gultom)
- Yesus Hadir dalam Hidupku (Tetty R. Panggabean/Berlian Hutauruk)
- Power of Love (Geoff Bullock)
- Aku Inilah Jalan (Bonar "Gorga" Gultom)
- Janji Tuhan (Laura Wattimena)
- Yeshua Hamashia (Yusak/Hana)
- Ku Tak Berdaya tanpa Tuhan (Tarida P. Hutauruk)
- Tuhan Yesus Memanggil

## Lagu Festival-Festival
- Festival Lagu dan Penyanyi Populer Tingkat Nasional (1977) "Sadarilah Sayang" - Hutauruk Sisters
- Festival Lagu Populer Tingkat Nasional (1979) "Jelita" (Titiek Hamzah)
- Festival Lagu Populer Tingkat Nasional (1980) "Kau Dia Dan Aku" (Tarida P. Hutauruk)
- Festival Lagu Populer Tingkat Nasional (1983) "Bejana" - Hutauruk Sisters
- Festival Lagu Populer Tingkat Nasional (1988) "Ungkapan Cinta" (Tarida P. Hutauruk)

- Datos: Q4263024